# 1809 год в истории железнодорожного транспорта
1809 год в истории железнодорожного транспорта

## События

### Неизвестная дата
- В России открыта двухкилометровая Змеиногорская железная дорога с конной тягой, построенная по проекту П. К. Фролова[1].
- Открытие трамвайной дороги Portreath, Корнуолл, Англия.[2]
- Доктор Ричард Гриффитс открывает Tramroad соединяющая с системой Гламорганширского канала в Трефоресте в Южном Уэльсе, (3,5 миль (5,6 км)) с трёхарочным виадуком, который  сохранился до сих пор.[3]
- Создан прототип железной дороги Лейпер, железной дороги на конной тяги для карьера, была построена летом в Нетер-Провиденс, Делавэр, штат Пенсильвания.[4][5]

### Май
- Май – завершено строительство главной железной дороги на участке Маяк Белл Рок у побережья Шотландия.[6]

## Персоны

### Родились

#### Февраль
- 3 Февраль – Томас Суонн, президент Baltimore and Ohio Railroad рук. 1847–1853 (умер 1883).

#### Август
- 4 август – Сэмюэл Мортон Пето, английский железнодорожный подрядчик (умер 1889).[7]

#### Октябрь
- 10 октября — Натаниэль Ворсделл, английский строитель паровозов (умер 1886).[8]